# Anhinga anhinga
La aninga americana (Anhinga anhinga), también conocida como anhinga americano, pato aguja americano, corúa real,  o cotúa agujita, es una especie de ave suliforme de la familia Anhingidae propia de las regiones tropicales de América.

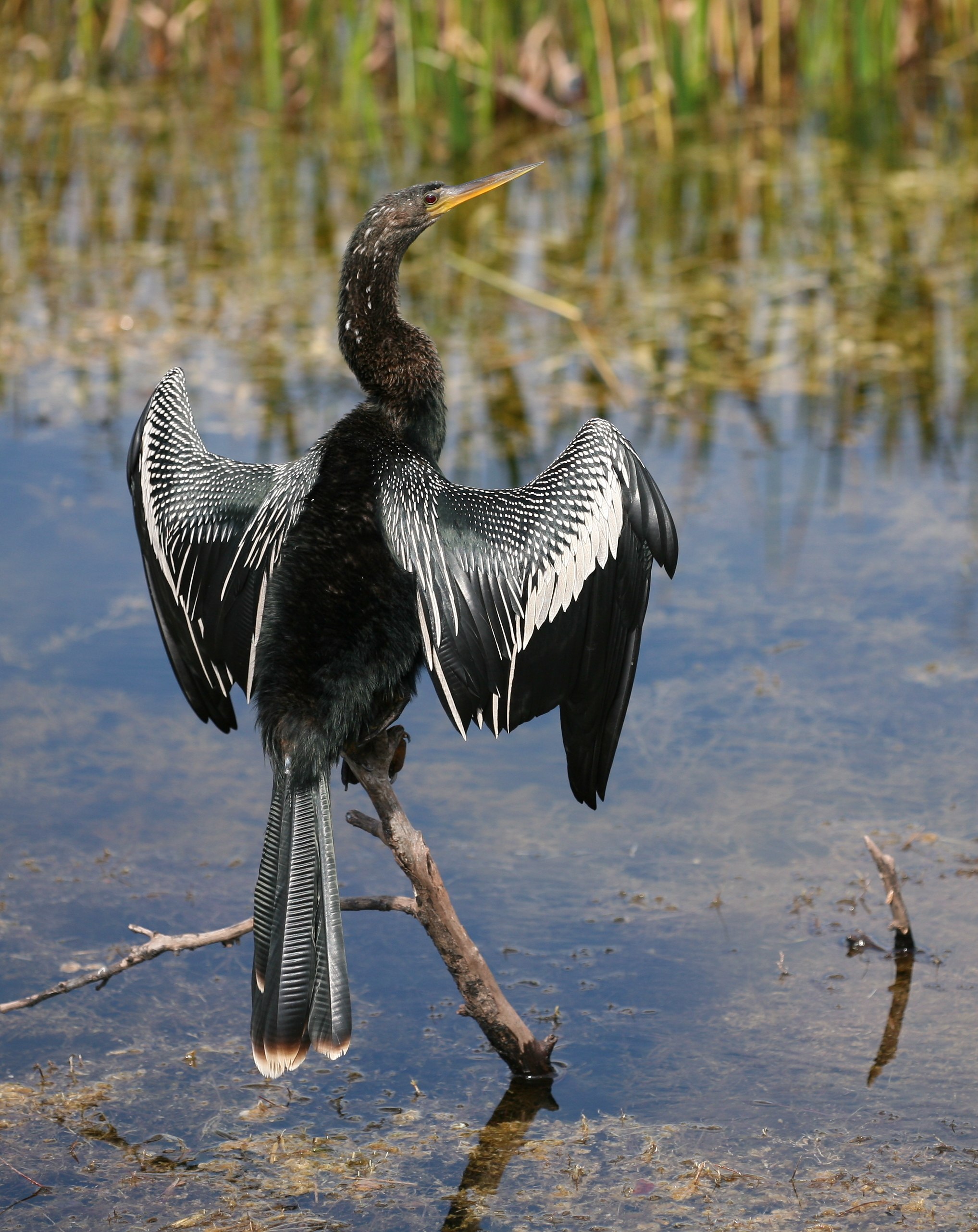
Macho secando sus plumas en Florida, Estados Unidos.

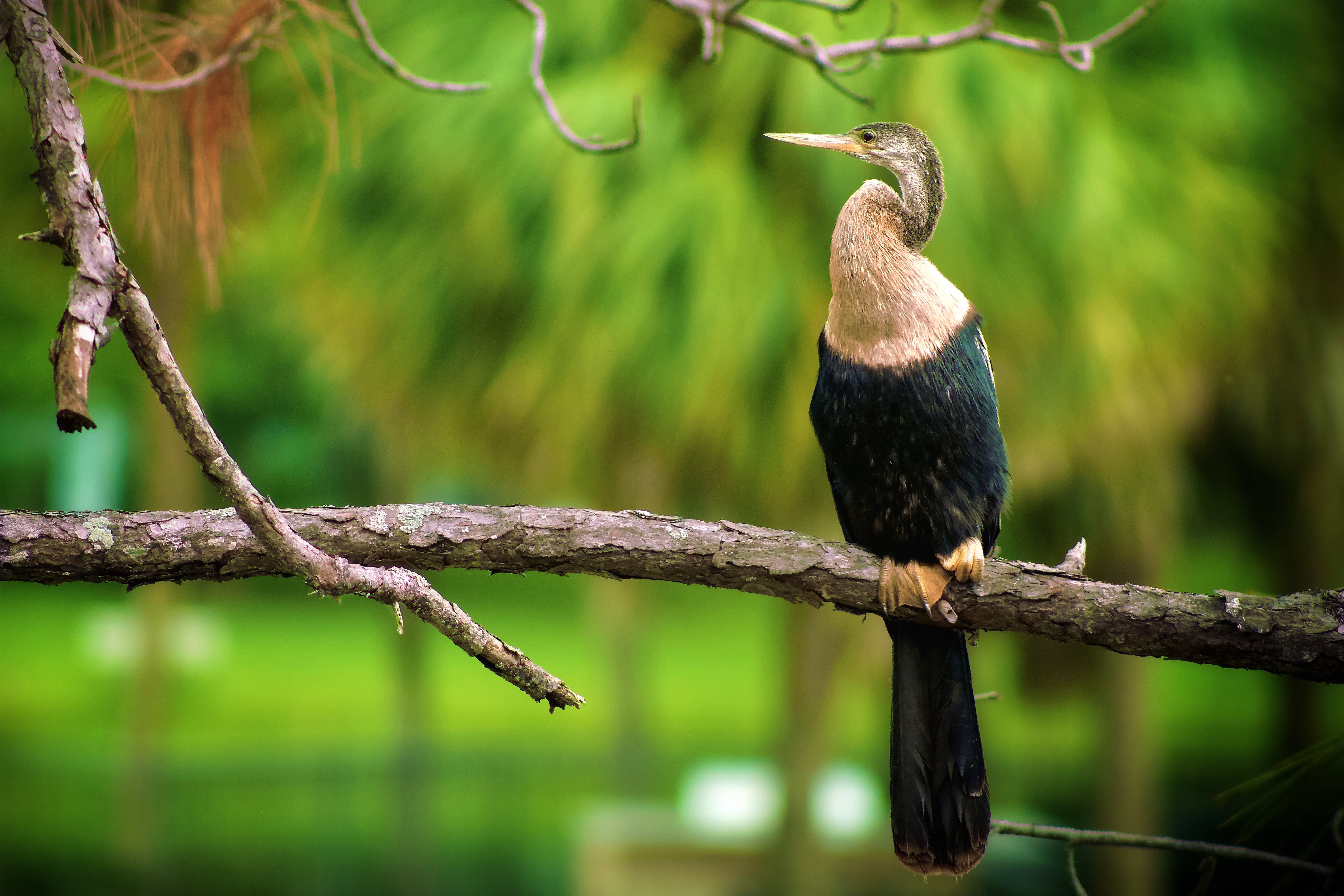
Aninga Americana hembra en Florida

## Características
Cuando nada, sumerge todo su cuerpo bajo el agua y deja sólo la cabeza y el cuello en la superficie; los nombres pájaro serpiente y pato aguja aluden a este aspecto. Parecido a un cormorán, se diferencia por tener el pico y la cola más largos y rectos, a diferencia del cormorán que tiene el extremo del pico en forma de gancho. Habita en pantanos de agua dulce (marismas), donde captura peces buceando bajo el agua, arponeándolos con su pico y engulléndolos en la superficie. Al igual que los cormoranes, extiende sus alas para secarse.

## Subespecies
- Anhinga anhinga anhinga - Andes, América del Sur, Trinidad y Tobago.
- Anhinga anhinga leucogaster - Sur Estados Unidos, México, Cuba.